# 1 Dywizjon Samochodowy (II RP)

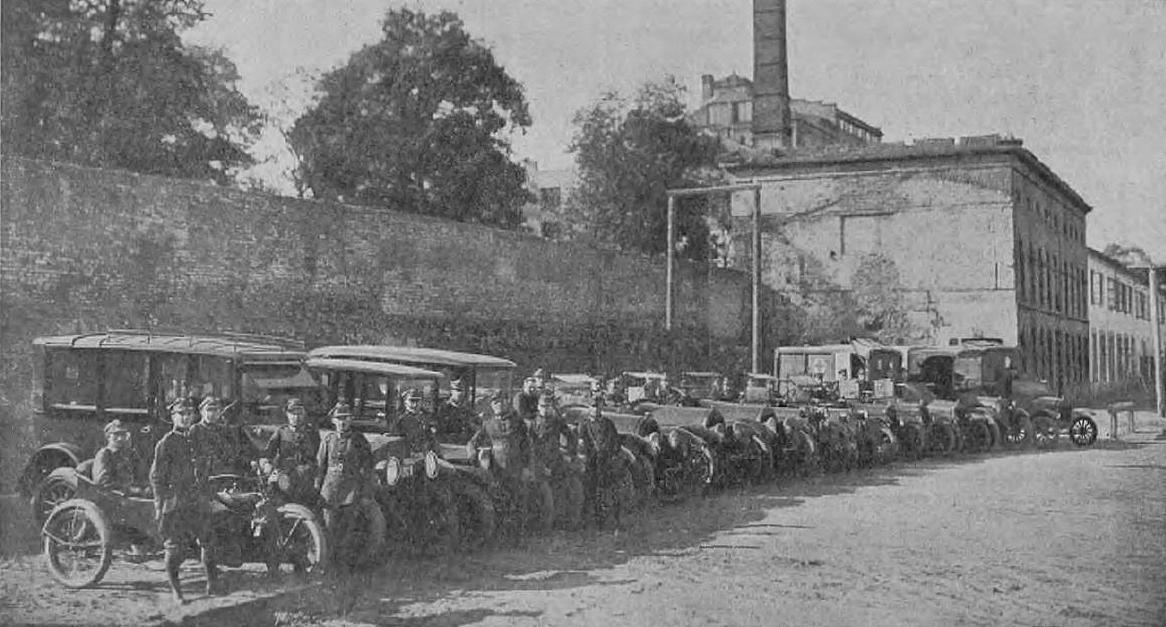
Kolumna samochodów osobowych 1 DS przed wyjazdem na manewry (1926)

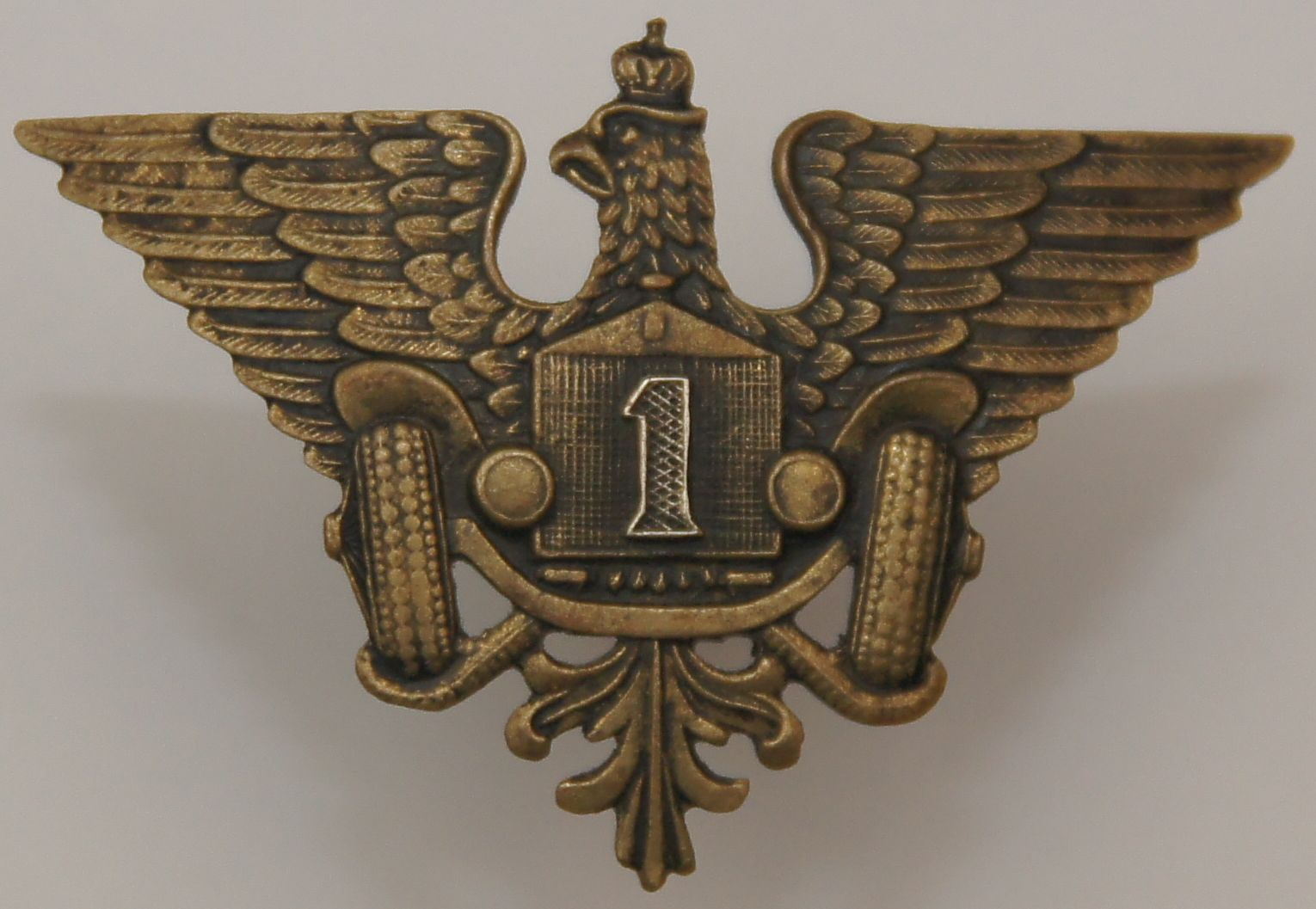
Orzełek 1 Dywizjonu Samochodowego

1 Dywizjon Samochodowy (1 dsam) – oddział wojsk samochodowych Wojska Polskiego II RP.

## Historia dywizjonu
1 dywizjon samochodowy powstał 30 listopada 1918. Nosił on początkowo nazwę „Autonaczelnictwo DOGen. nr 1”. Jego twórcą i organizatorem był płk Aleksander Mroziński.

W strukturze dywizjonu występowała między innymi Kolumna Szkolna Samochodów Pancernych. Jesienią 1925 kolumna została wyłączona ze składu wojsk samochodowych, podporządkowana dowódcy 1 Pułku Szwoleżerów Józefa Piłsudskiego i przemianowana na 2 Szwadron Samochodów Pancernych.
W środę 16 września 1925 o godz. 10:20 na ulicy Freta w Warszawie szer. Franciszek Bylica z kolumny szkolnej dywizjonu, kierując samochodem wojskowym nr rej. 4763, spowodował wypadek, w którym obrażeń ciała doznała piesza, siedmioletnia Anna Urbańska. Poszkodowana „w stanie niezłym” została odwieziona do Szpitala im. Karola i Marii dla Dzieci w Warszawie. Dochodzenie prowadził II Komisariat Policji Państwowej.
W niedzielę, 4 kwietnia 1926 około godz. 1:00 w garażach dywizjonu przy ulicy Smolnej 2 wybuchł pożar, w którego następstwie spłonęły dwa motocykle i 29 samochodów osobowych, w tym samochód dowódcy KOP gen. dyw. Henryka Minkiewicza. Z ustaleń Żandarmerii wynikało, że przyczyną pożaru było niedbalstwo Antoniego Merskiego, żołnierza pełniącego służbę garażowego telefonisty, który w garażu czyścił mundur benzyną. Sprawca pożaru został zatrzymany. W akcji ratunkowej obrażeń ciała doznał starszy sierżant Bek i jeden ze strażaków.
Od 11 marca 1996 tradycje 1 Dywizjonu Samochodowego dziedziczy i kultywuje 10 Warszawski Pułk Samochodowy im. mjr. Stefana Starzyńskiego.

## Żołnierze 1 Dywizjonu Samochodowego
Dowódcy dywizjonu
- kpt. inż. Mieczysław Seweryn Nowicki[b] (do 17 V 1919 → szef Sekcji Automobilowej M.S.Wojsk[5].)
- płk Aleksander Mroziński[6]
- mjr Jan Sobol Narcyz[6]
- mjr Józef Grabowski[6]
- ppłk Wacław Sobański (do IV 1923 → kierownik Centralnej Komisji Odbiorczej przy Centralnych Składach Samochodowych[7][6])
- ppłk Erazm Dembowski (V 1923[8] – 12 III 1929)
- ppłk sam. Felicjan Madeyski (III 1930 – X 1931[9])
- mjr sam. Wacław Hryniewski (X 1931[9] – III 1934)

Zastępcy dowódcy dywizjonu
- kpt. sam. Piotr Rudzki (p.o. 1923)
- mjr SG Zygmunt Borawski (od 15 V 1924[10][11])
- mjr sam. Piotr Rudzki (p.o. 1928 – 1 V 1931 → komendant Kadry 2 Dywizjonu Samochodowego[12])

## Odznaka pamiątkowa
18 marca 1929 roku Minister Spraw Wojskowych, Marszałek Polski Józef Piłsudski zatwierdził wzór i regulamin odznaki pamiątkowej 1 dsam.
Odznaka o wymiarach 39×39 mm ma kształt równoramiennego krzyża pokrytego czarną emalią z żółtymi obrzeżami. Na ramionach krzyża wpisany rok „1918”. W centrum znajduje się medalion, na którym widnieje uskrzydlony samochód, okolony napisem „1 DYWIZJON SAMOCHODOWY”. Pomiędzy ramionami krzyża znajdują się srebrne promienie. Odznaka oficerska, trzyczęściowa, wykonana w srebrze, złocona. Wykonawcą odznaki był Stanisław Reising z Warszawy.